# Terrapene
A Terrapene a hüllők (Reptilia) osztályának a teknősök (Testudines) rendjébe, ezen belül a mocsáriteknős-félék (Emydidae) családjába tartozó nem.

## Előfordulásuk
A Terrapene nevű teknősnem különböző fajai Kanada délkeleti részétől, az Amerikai Egyesült Államok legnagyobb részén keresztül, egészen a mexikói Yucatán-félszigetig találhatók meg. A pettyes dobozteknős (Terrapene nelsoni) Mexikó nyugati felén is előfordul. Az USA nyugati részén a díszes dobozteknősnek (Terrapene ornata) van a legnagyobb elterjedési területe.
Az első képviselői a miocén kor közepén, körülbelül 15 millió évvel ezelőtt fejlődtek ki; vízi életmódú ősökből.

## Rendszerezés
A nembe az alábbi 4 élő faj és 2 fosszilis faj tartozik:
- karolinai dobozteknős (Terrapene carolina) (Linnaeus, 1758) - típusfaj
- coahuilai dobozteknős (Terrapene coahuila) Schmidt & Owens, 1944
- pettyes dobozteknős (Terrapene nelsoni) Stejneger, 1925
- díszes dobozteknős (Terrapene ornata) Agassiz, 1857
- †Terrapene corneri Holman & Fritz, 2005
- †Terrapene parornata Joyce et al., 2012

## Képek

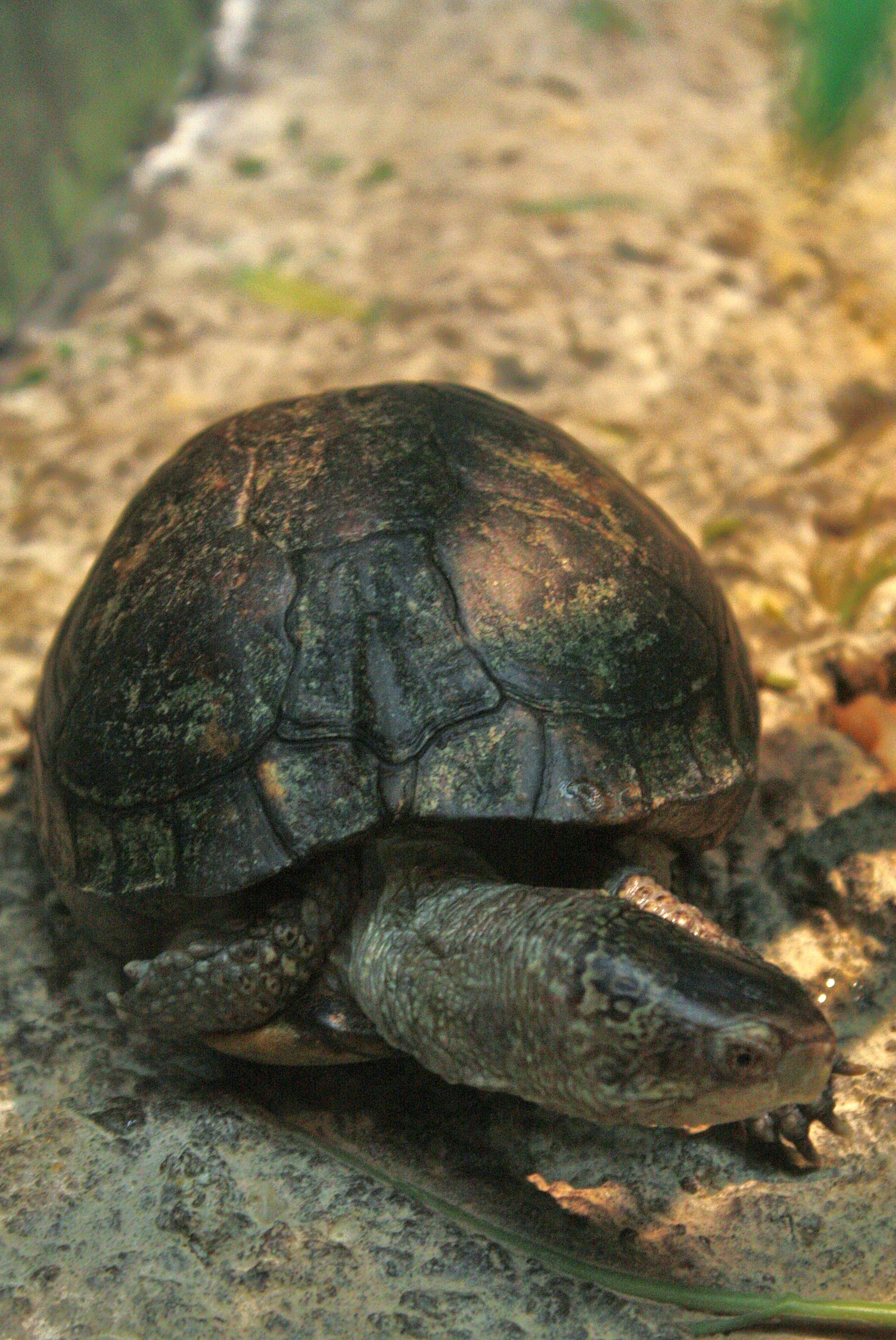
T. coahuila
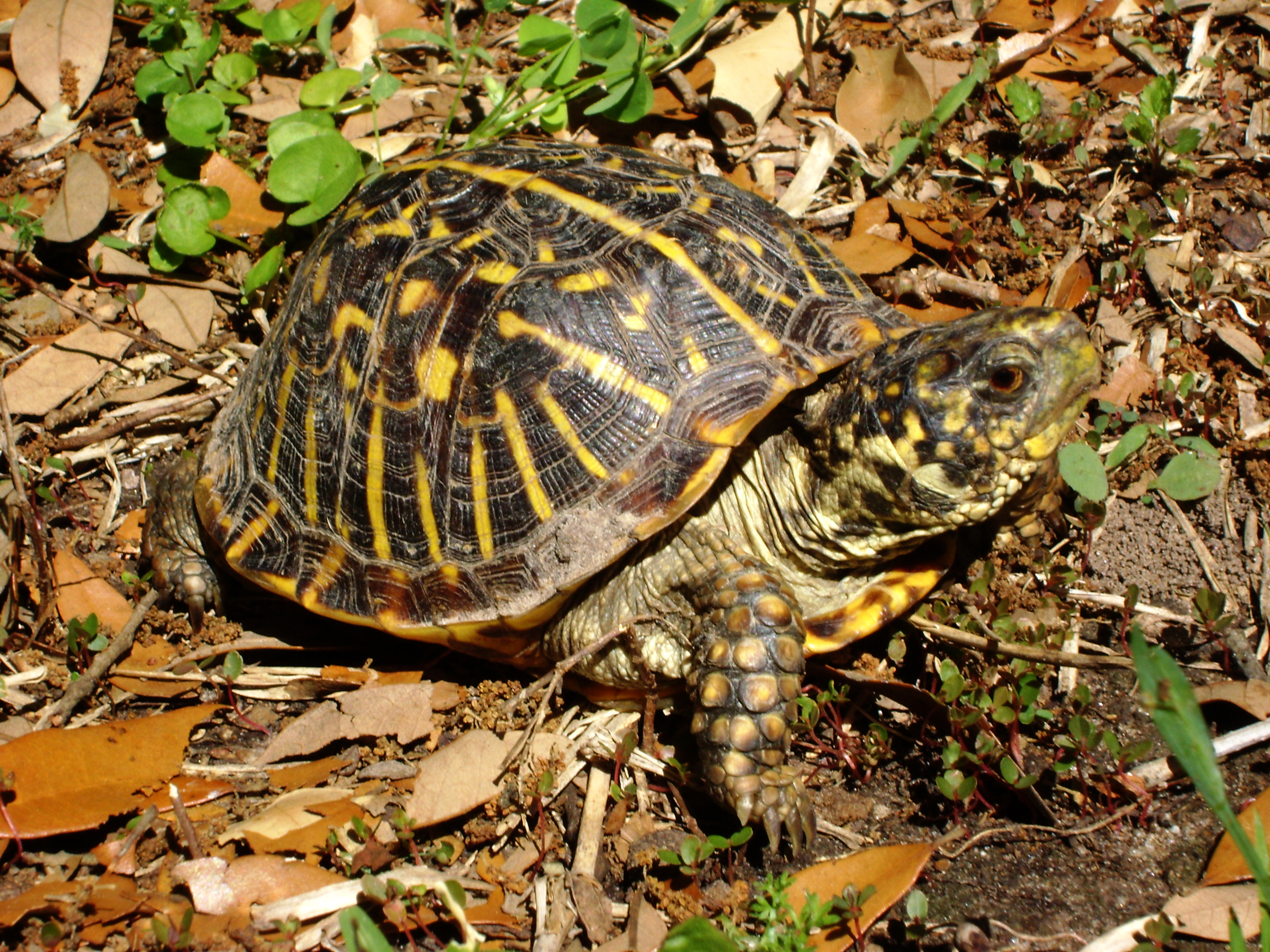
T. ornata

## Fordítás
- Ez a szócikk részben vagy egészben  a   Box turtle című angol Wikipédia-szócikk ezen változatának fordításán alapul.  Az eredeti cikk szerkesztőit annak laptörténete sorolja fel. Ez a jelzés csupán a megfogalmazás eredetét és a szerzői jogokat jelzi, nem szolgál a cikkben szereplő információk forrásmegjelöléseként.

## További irodalom
- Dodd Jr., C. Kenneth. North American Box Turtles: A Natural History. University of Oklahoma Press (2002). ISBN 978-0-8061-3501-4
- Fritz, Uwe (2007). „Checklist of Chelonians of the World”. Vertebrate Zoology 57 (2), 149–368. o. [2010. december 17-i dátummal az eredetiből archiválva]. (Hozzáférés: 2011. január 23.)
- Miscellaneous Official State and Territory Designations, State Names, Seals, Flags, and Symbols: A Historical Guide, Revised and Expanded. Westport, Connecticut: Greenwood Publishing Group, Inc., 167–326. o. (1994). ISBN 0-313-28862-3
- Turtle Taxonomy Working Group [Rhodin, Anders G.J.; van Dijk, Peter Paul;  Inverson, John B.; Shaffer, H. Bradley] (2010. december 14.). „Turtles of the World, 2010 Update: Annotated Checklist of Taxonomy, Synonymy, Distribution and Conservation Status”. Chelonian Research Monographs 5, 000.85–000.164. o. [2010. december 15-i dátummal az eredetiből archiválva]. DOI:10.3854/crm.5.000.checklist.v3.2010. (Hozzáférés: 2011. január 23.)
- Fritz, U. 2014: On the reclassification of box turtles (Terrapene): A response to Martin et al. (2014). Zootaxa 3835 (2): 295-298. doi: 10.11646/zootaxa.3835.2.10 reference page
- Fritz, U.; Havaš, P. 2013: Order Testudines: 2013 update. Zootaxa 3703 (1): 12-14. doi: 10.11646/zootaxa.3703.1.4 reference page
- Martin, B.T. et al. 2013: Sequence-based molecular phylogenetics and phylogeography of the American box turtles (Terrapene spp.) with support from DNA barcoding. Molecular phylogenetics and evolution, 68(1): 119-134. doi: 10.1016/j.ympev.2013.03.006 reference page
- Martin, B.T. et al. 2014: On the reclassification of the Terrapene (Testudines: Emydidae): A response to Fritz & Havaš. Zootaxa 3835 (2): 292-294. doi: 10.11646/zootaxa.3835.2.9 reference page
- Minx, P. 1996: Phylogenetic relationships among the box turtles, genus Terrapene. Herpetologica, 52(4): 584-597. JSTOR reference page